# Charneux (Jalhay)
Pour les articles homonymes, voir Charneux.
Charneux est un village belge situé en province de Liège dans la commune de Jalhay.
Avant la fusion des communes de 1977, Charneux faisait déjà partie de la commune de Jalhay. 
Le village compte plus d'une centaine d'habitations.

## Étymologie
D'origine romane et venant du wallon tcharnale, Charneux signifie : lieu planté de charmes.

## Situation
Charneux se trouve sur une colline (altitude de 390 m) dominant les vallées des ruisseaux de Dison (coulant au sud-est dans la forêt domaniale de Gospinal) et de Botné (au nord-ouest), tous deux affluents de la Hoëgne. Le Thier de Dison (route de la Xhavée) partant de l'ancien moulin de Dison grimpe au sommet de la colline.
Jalhay se trouve à un peu plus de 2 km au nord.